# Jonty Hurwitz
Jonty Hurwitz (geb. 2. September 1969 in Johannesburg) ist ein britischer Bildhauer und Ingenieur, bekannt für anamorphe Plastiken und die kleinste dreidimensionale Darstellung des menschlichen Körpers.

## Leben
Hurwitz wurde als Sohn des Hoteliers Selwin Hurwitz und der Lehrerin Marcia, geborene Berger, in Südafrika geboren. Er verbrachte seine Kindheit in unterschiedlichen kleinstädtischen südafrikanischen Hotels. Hurwitz studierte von 1989 bis 1993 Elektroingenieurswissenschaften mit dem Schwerpunkt Signalverarbeitung an der Witwatersrand-Universität in Johannesburg. Er wechselte dann als wissenschaftlicher Mitarbeiter in die Arbeitsgruppe von Michael Inggs an der Universität Kapstadt und veröffentlichte eine Schrift über Mustererkennung am Radar.

## Werk
Hurwitz erzeugt Plastiken durch 3D-Druck in katoptrischer (gespiegelter) oder obliquer (perspektivischer) Anamorphose, die mit einem Algorithmus berechnet werden, der auf der Kreiszahl Pi beruht. Im Jahr 2014 erzeugte er in einer Kooperation mit dem Karlsruher Institut für Technologie und dem Weizmann-Institut durch Multiphotonenlithographie und Photogrammetrie die kleinste dreidimensionale Darstellung der menschlichen Form.